# Collegium Germanicum et Hungaricum

Collegium Germanicum et Hungaricum

Collegium Germanicum et Hungaricum (em italiano:  Collegio Germanico-Ungarico), conhecido também simplesmente como Collegium Germanicum, é um seminário germanófono para formação de sacerdotes católicos em Roma. Fundado em 1552, desde 1580 seu nome completo é Pontificium Collegium Germanicum et Hungaricum de Urbe.

## Primeiros anos

### Collegium Germanicum
O Collegium Germanicum (em italiano:  Collegio Germanico) foi fundado em 31 de agosto de 1552 pelo papa Júlio III através da bula Dum sollicita. O cardeal Giovanni Morone e Santo Inácio de Loyola foram instrumentais para a fundação e Loyola inaugurou-o oficialmente em 28 de outubro. A direção ficou aos cuidados dos jesuítas. Depois do Almo Collegio Capranica, esta é a mais antiga universidade em Roma. Apesar de ter sido aprovado por Júlio III, que prometeu ajuda, a instituição teve que lutar desde cedo contra dificuldades financeiras, principalmente após a chegada dos primeiros estudantes em novembro de 1552.
A administração ficava a cargo de um comitê de seis cardeais protetores, que decidiram que os alunos deveriam usar batinas vermelhas, o que os tornou conhecidos como "gamberi cotti" (lagostas cozidas). No primeiro ano, as matérias eram lecionadas na própria universidade; porém, no outono de 1553, Santo Inácio conseguiu fundar as faculdades de filosofia e teologia no Collegio Romano da Companhia de Jesus. Foi ele também que estabeleceu as primeiras regras para a universidade, que serviram depois de modelos para muitas outras instituições similares. Durante o pontificado de Paulo IV, as condições financeiras ficaram tão difíceis que os estudantes tiveram que ser redistribuídos entre as diversas universidades da Companhia na Itália. Para tentar estabilizar a situação, decidiu-se admitir estudantes pagantes, independente de nacionalidade e sem a necessidade de se abraçar o estado eclesiástico; os clérigos alemães, por outro lado, eram ainda recebidos gratuitamente e formavam um corpo estudantil distinto. Num curto período, 200 estudantes, todos oriundos da fina flor da nobreza europeia, foram admitidos, uma situação que perdurou até 1573. O papa Pio V colocou 20 de seus sobrinhos para estudar na universidade. Porém, o papa Gregório XIII pode ser considerado o real fundador da universidade: ele transferiu este departamento secular para o Seminario Romano, entregou a abadia de San Saba all'Aventino à universidade, juntamente com todas as suas propriedades, na Via Portuense e no Lago Bracciano, dando-lhe uma fonte de renda; além dela, ele entregou também as abadias de Fonte Avellana, nas Marcas, Santa Cristina e Lodiveccio, na Lombardia. Na mesma época, o novo reitor, padre Lauretano, criou um novo conjunto de regras.
Em 1574, Gregório XIII designou o Palazzi di S. Apollinare (onde hoje estão a Domus Internationalis Paulus VI e a Pontifícia Universidade da Santa Cruz) e, no ano seguinte, deixou a igreja vizinha aos seus cuidados. O esplendor e majestade das funções litúrgicas e a música executada pelos estudantes do espanhol Tomás Luis de Victoria e seu sucessor, Annibale Stabile, além de outros celebrados mestres como Annibale Orgas, Lorenzo Ratti, Giacomo Carissimi, Ottavio Pittoni, passaram a atrair multidões para a igreja. Tanta atenção acabou obrigando o padre Lauretano a mudar as regras para garantir que os estudos não fossem prejudicados. Os cursos ainda eram realizados no Collegio Romano, mas, quando São Roberto Belarmino terminou seu curso sobre controvérsias, uma cadeira para este curso foi criada no Collegium Germanicum e, pouco depois, outra para direito canônico. Como sinal especial de favorecimento, Gregório XIII ordenou que, anualmente, no Dia de Todos os Santos, um estudante deveria ler um panegírico na presença do papa. 

### Collegium Hungaricum
Enquanto isso, em 1578, o Collegium Hungaricum (em italiano:  Collegio Ungherese) havia sido fundado através dos esforços de outro jesuíta, Stephan Szántó, que conseguiu agregar à nova universidade a igreja e o convento de Santo Stefano Rotondo e a igreja de San Stefanino, atrás da Basílica de São Pedro, a primeira pertencente aos monges paulinos húngaros e esta ao hospício dos peregrinos húngaros. Em 1580, Gregório fundiu as duas universidades e, desde então, ela tem sido chamada de "Pontificium Collegium Germanicum et Hungaricum de Urbe" ou "Collegium Germanicum et Hungaricum". O número de estudantes girava em torno de 100, mas podia ser tão baixo quanto 54 ou tão alto quanto 150.

## Séculos seguintes
No século XVII, diversas mudanças ocorreram, principalmente uma nova forma de juramento exigido de todos os estudantes de universidades estrangeiras. O comerciante P. Galeno conseguiu consolidar as finanças da instituição e a receita chegou a 25 000 scudi por ano, o que permitiu a compra de uma residência no campo em Parioli. No século XVIII, a universidade foi se tornando cada vez mais aristocrática. O papa Bento XIV realizou a cerimônia de lançamento da pedra fundamental da nova igreja de Sant'Apollinare em 1742, depois da qual um novo palácio de mesmo nome foi erigido. Na supressão da Companhia de Jesus (1773), a direção da universidade foi entregue ao clero secular; as aulas eram ministradas no próprio local e os professores passaram a ser dominicanos. A disciplina e qualidade do ensino rapidamente decaíram, porém. Além disso, José II sequestrou as posses da universidade na Lombardia e proibiu seus súditos de a frequentarem. Os edifícios, porém, aumentaram com a adição do palácio em frente a Sant'Agostino.
Logo depois, a cidade foi ocupada pelas tropas francesas de Napoleão e a universidade foi obrigada a fechar as portas em 1798. As atividades recomeçaram em 1818, na época do papa Pio VII, a instituição toda foi reorganizada pelo papa Leão XII, que reforçou a conexão com os jesuítas e deu-lhe a forma que se mantém até hoje.
Com a proclamação da República Romana, as propriedades das universidades nacionais estrangeiras foram confiscadas pelo governo e vendidas por somas irrisórias. Na ocasião, a biblioteca e os preciosos arquivos de música sacra da universidade se dispersaram . Pio VII restaurou o que ainda não havia sido vendido e ordenou a recompra do que fosse possível e, nos anos seguintes, todas receitas foram empregadas para pagar as dívidas incorridas neste processo. Em 1824, o Palácio de Sant'Apollinare e a villa em Parioli foram ligadas ao Seminario Romano. Os primeiros estudantes foram recebidos em 1818 e viviam numa casa jesuíta na Igreja de Jesus e lá a universidade permaneceu até 1851. A partir desta época, a administração passou para as mãos do superior-geral da Companhia de Jesus, que nomeava o reitor e os demais padres encarregados da instituição. Em 1845, a propriedade de S. Pastore, perto de Zagarolo, foi adquirida. Em 1851, a residência foi transferida para o Palazzo Borromeo, na Via del Seminario, onde permaneceu até 1886. Em 1873, o Palazzo del Collegio Romano foi confiscado dos jesuítas e o Collegio Germanico mudou-se para a Pontifícia Universidade Gregoriana. Em 1886, por conta da necessidade de expansão, o Collegio Germanico mudou-se novamente para o Hotel Costanzi, na Via S. Nicola da Tolentino. 
Durante a Primeira Guerra Mundial, os alunos tiveram que dividir suas instalações com os alunos vindos do Collegium Canisianum, em Innsbruck, entre 1915 e 1919.

## Doutrina
Desde sua fundação, a defesa contra a Reforma, a melhoria do treinamento teológico e a educação de sacerdotes fieis à Roma foram os principais objetivos da universidade:
| “ | Dos territórios, ameaçados na fé, do Sacro Império da nação germânica... serão treinados destemidos guerreiros da fé" | ” |
|   | — Bula de fundação.                                                                                                   |   |

## Igreja
A igreja da universidade é San Pietro Canisio agli Orti Sallustiani, demolida em 1939 e reconstruída em 1944 no interior do edifício na Via di San Nicola da Tolentino. Não há nenhum sinal exterior visível dela.

## Estudantes conhecidos
- Marcin Dunin
- Béla H. Bánáthy
- Pál László Eszterházy, futuro bispo de Pécs, Hungria
- Jean-Baptiste Fallize, primeiro vigário apostólico da Noruega
- Alexander Frison
- John Gibbons
- Gerhard Gruber
- Joseph Höffner
- Hugo Hurter
- Robert Johnson
- Benedict Kishdy, bispo de Eger
- György Klimó, futuro bispo de Pécs, Hungria
- József Koller, cônego em Pécs, Hungria
- Kurt Krenn
- São Marko Krizin
- Hans Küng
- Karl Lehmann, cardeal
- Alojzije Stepinac, cardeal e mártir
- Franjo Šeper, cardeal e prefeito da Congregação para a Doutrina da Fé
- Friedrich Wetter, cardeal
- Karl-August von Reisach
- Johann Michael Raich
- Beato Theodore Romzha, bispo de Mukachevo, martirizado por Nikita Khrushchev e Josef Stálin.